# Yacimiento de icnitas de dinosaurio de Puente del Río Escuriza
El yacimiento de icnitas de dinosaurio de Puente del Río Escuriza es un yacimiento paleontológico en Ariño (España). Se encuentra protegido como Bien de Interés Cultural y lugar de interés geológico entre otras figuras oficiales, además de ser parte del conjunto del parque cultural del Río Martín.

## Descripción
El yacimiento se encuentra en la carretera entre Ariño y Oliete y pertenece al periodo barremiense superior, parte del Cretácico. Geológicamente se inscribe en la base de la formación Alacón, una de las unidades geológicas depositadas en el sistema ibérico entre la más antigua formación Castellar y la posterior formación Camarillas. Se trata de una etapa marina, hacia cuyo final se depositaron varios de los yacimientos paleontológicos de la provincia de Teruel.
El yacimiento es un caso significativo de dinoturbación, donde las pisadas de los dinosaurios sobre sedimentos acuáticos de poco profundidad ha generado los restos conservados hasta la actualidad. La presencia de una capa superior posterior protegió las pisadas de la erosión.
Se han identificado 61 pisadas diferentes, incluyendo notablemente ornitópodos iguanodótidos herbívoros, así como pisadas de saurópodos entre las que se pueden distinguir las dejadas por sus extremidades frontales y posteriores por las diferencias en el reparto de su peso.